# MR223
 (octobre 2012).
Si vous disposez d'ouvrages ou d'articles de référence ou si vous connaissez des sites web de qualité traitant du thème abordé ici, merci de compléter l'article en donnant les références utiles à sa vérifiabilité et en les liant à la section « Notes et références ».
Le MR223 est un fusil d'assaut produit par Heckler & Koch depuis 2012. Il s'agit d'une version civile du HK416.
Il est équipé d'un canon de 16,5 pouces et ne fonctionne qu'en mode semi-automatique. Le déplacement de l'axe postérieur de verrouillage de la carcasse interdit le remplacement de la carcasse inférieure par un modèle capable de tirer en rafale.